# Romancing SaGa
Romancing SaGa es un videojuego de rol de 1992 desarrollado y publicado por Square para Super Famicom. Es la cuarta entrada en la serie SaGa. Posteriormente se lanzó para WonderSwan Color en 2001 y teléfonos móviles en 2009. Square Enix lanzó una nueva versión para PlayStation 2, subtitulada Minstrel Song en Japón, tanto en Japón como en América del Norte en 2005. Una remasterización de Minstrel Song se lanzará en todo el mundo a finales de 2022 para Android, iOS, Microsoft Windows, Nintendo Switch, PlayStation 4 y PlayStation 5.
La historia sigue a ocho protagonistas diferentes en misiones por el mundo de Mardias, que culminan en una lucha contra el dios oscuro Saruin. El juego presenta una exploración no lineal del mundo del juego, con batallas por turnos que presentan formaciones grupales. Al igual que con otros títulos de SaGa, no hay puntos de experiencia y los atributos y habilidades de los personajes dependen de las acciones realizadas en la batalla.
La producción comenzó en 1990, cuando Nintendo solicitó a Square que desarrollara una nueva entrada de SaGa para Super Famicom en producción después del éxito de los títulos de SaGa en Game Boy. El creador de la serie, Akitoshi Kawazu, actuó como director, diseñador y guionista. Los diseñadores de personajes fueron creados por Tomomi Kobayashi en su primer trabajo para la serie. La música fue compuesta y arreglada únicamente por Kenji Ito, quien previamente había co-compuesto música para Final Fantasy Legend II. El título "Romancing SaGa" se basó en la película de aventuras Romancing the Stone.
Las versiones posteriores incluyeron contenido cortado y características de títulos posteriores de SaGa. La nueva versión de PS2 incluyó ilustraciones rediseñadas de Yusuke Naora y una banda sonora rehecha de Ito. La versión de Super Famicom vendió más de un millón de copias y tuvo una recepción positiva en la región. La nueva versión de PS2 vendió 500.000 unidades en Japón y América del Norte, y recibió críticas mixtas en Occidente debido a su dificultad y estilo artístico. Se desarrollaron dos títulos más de Romancing SaGa y los elementos de juego de Romancing SaGa se usarían en los títulos posteriores de SaGa.

## Modo de juego
Romancing SaGa es un videojuego de rol en el que el jugador asume el papel de ocho protagonistas diferentes, jugando a través de sus narrativas y una historia general en un estilo no lineal. Después de elegir un protagonista, el jugador explora libremente el supramundo del juego, desencadenando eventos narrativos, participando en batallas y realizando actividades paralelas. A lo largo del juego, se crea un grupo de personajes, y algunos miembros reclutables son los protagonistas no elegidos. La progresión de la narrativa principal se basa en la cantidad de eventos que completa el jugador, su fuerza actual y hablar con ciertos personajes. Esta exploración gratuita se denomina Free Scenario System.
Las batallas se desencadenan cuando el jugador se encuentra con sprites enemigos en entornos de campo y mazmorra. El grupo se enfrenta al enemigo en una formación preestablecida dispuesta en una cuadrícula de 3x3, que afecta tanto el rango de ataque como la defensa de los enemigos. El equipamiento de los personajes jugables incluye su arma y armadura actuales. Las habilidades usan un grupo de puntos de batalla (BP). No hay puntos de experiencia, y las estadísticas de los personajes aumentan al azar según las acciones en la batalla. Las nuevas habilidades se desbloquean usando armas suficientes veces en la batalla. Ganar la batalla también otorga dinero al jugador, que se utiliza para comprar artículos y equipos. Si un miembro del grupo cae, volverá a estar bajo de salud al final de la batalla. Si todo el grupo cae, el juego termina.
La nueva versión de PlayStation 2 (PS2) conserva la narrativa original y muchos conceptos de juego, incluida la exploración no lineal, pero todos los entornos se renderizan en 3D y se incorporan elementos de títulos posteriores de SaGa. Al igual que con el original, una vez que se elige al protagonista, puede avanzar como quiera a través del escenario. El juego utiliza una función de guardado rápido, creando un guardado temporal cuando el grupo está en entornos de campo o mazmorra. Los guardados duros solo se pueden hacer en las ciudades, donde se pueden utilizar los comerciantes que venden nuevas armas y equipos.[10]
El jugador puede personalizar su grupo a través de los personajes que recluta y las clases de personajes que afectan las habilidades y estadísticas, las escuelas mágicas que permiten la combinación de diferentes tipos de magia elemental y la forja de armas. Además de las estadísticas que aumentan según las acciones de la batalla, un personaje aprende o mejora sus habilidades usándolas varias veces en la batalla. Si varios miembros del grupo se concentran en un enemigo, desbloquean un ataque combinado. La salud del personaje tiene dos capas, con salud estándar y Life Points. Los LP son limitados en número y solo se renuevan descansando en una posada. Un personaje pierde LP al ser noqueado suficientes veces o mediante ataques que apuntan a LP; si el personaje del jugador pierde todos los LP, el juego termina.

## Personajes
El juego cuenta con 7 personajes principales llamados los 7 héroes: Kzinssie, Subier, Dantarg, Noel, Bokhohn, Rocbouquet y Wagnas.

## Sinopsis
Romancing SaGa está ambientado en el mundo ficticio de Mardias. 1000 años antes de la apertura del juego, se desató una guerra entre tres dioses malvados: la Muerte, Saruin y Schirach, y la deidad benévola Elore. Al final, la Muerte y Schirach son despojados de sus poderes, mientras que Saruin es encarcelado gracias al esfuerzo combinado de diez Piedras del Destino y el sacrificio de la heroína Mirsa. Las Piedras del destino se dispersan por el mundo y los poderes de la oscuridad se reúnen para liberar a Saruin de su encarcelamiento.
El juego se centra en ocho personajes, cada uno con su propia narrativa, que se ven envueltos en la búsqueda para recuperar las Piedras del Destino y derrotar a Saruin una vez más. Se trata de Alberto, heredero de un noble señor de la comarca de Rosalía; Aisha, miembro amante de la paz de los nómadas taralianos; Jamil, un ladrón que opera en la ciudad de Estamir; Claudia, una mujer criada por una bruja en la tierra de Mazewood; Hawk, un famoso pirata; Sif, un guerrero de la región cubierta de nieve de Valhalland; Gray, un aventurero en busca de tesoros; y Bárbara, miembro de una banda itinerante de artistas.
Si bien cada personaje tiene su propia búsqueda personal, se ven envueltos en la búsqueda de las piedras del Destino. Son supervisados en su búsqueda por el Juglar, una figura que es secretamente un avatar de Elore. Una vez que se recolectan suficientes piedras del destino, el protagonista elegido se enfrenta al Saruin despertado y lo derrota para siempre. Si se completa el juego con los ocho personajes, una escena final los muestra hablando juntos y luego saliendo como un grupo vigilado por el juglar.

## Música
La música de Romancing SaGa fue compuesta y arreglada por Kenji Ito, quien previamente había trabajado como cocompositor de Final Fantasy Legend II (conocido en Japón como SaGa 2: Hihō Densetsu) junto a Nobuo Uematsu. Ito había ayudado con el diseño de sonido de Final Fantasy IV y sabía que gran parte del espacio del cartucho había sido ocupado por los gráficos, lo que afectaba la calidad de la música. Kawazu no dio instrucciones específicas sobre las canciones, pero a menudo solicitó reescrituras. Ito entregó la mayor parte de la partitura antes de los últimos cuatro meses de producción y luego recibió más solicitudes de reescritura. Al crear la partitura, Ito se separó del estilo musical de Final Fantasy IV, que había emulado tocar con los dedos, en lugar de emular las bofetadas con la ayuda del diseñador de sonido Minoru Akao. En comparación con el sonido "suave" de Final Fantasy, Ito describió la partitura de Romancing SaGa como "áspera", utilizando instrumentos diferentes al trabajo de Uematsu. Ito quedó completamente agotado después de su trabajo en el juego. NTT Publishing lanzó dos álbumes de bandas sonoras; la banda sonora original y un álbum de arreglos. En 2019 se reeditó una remasterización del álbum original.
Ito regresó como compositor y arreglista para la nueva versión de PS2. Ito encontró regresar a Romancing SaGa a la vez placentero y doloroso debido a las expectativas de los fans y el amor que rodea al título. Una parte que disfrutó fue permitir que las pistas sonaran como estaban diseñadas fuera de las limitaciones de hardware de la Super Famicom. Ito trabajó en la partitura revisada durante dos años, y se unieron a su trabajo Tsuyoshi Sekito y Kenichiro Fukui. El tema de batalla "Passionate Rhythm" contó con contribuciones vocales de Kyoko Kishikawa, quien había trabajado previamente con Ito y otros compositores, incluidos Yasunori Mitsuda y Yoshitaka Hirota. Square Enix contrató al cantautor Masayoshi Yamazaki para interpretar el tema principal de la nueva versión, "Minuet".

## Secuela
- 1993: Romancing SaGa 2.[17]
- 1995: Romancing SaGa 3.[17]
- 1997: SaGa Frontier.[17]
- 1999: SaGa Frontier 2.[17]
- 2012: Emperors SaGa.[17]
- 2015: Imperial SaGa.[17]
- 2016: SaGa: Scarlet Grace.[17]